# Sublette (Kansas)
Sublette is een plaats (city) in de Amerikaanse staat Kansas, en valt bestuurlijk gezien onder Haskell County.

## Demografie
Bij de volkstelling in 2000 werd het aantal inwoners vastgesteld op 1592.
In 2006 is het aantal inwoners door het United States Census Bureau geschat op 1561, een daling van 31 (-1,9%).

## Geografie
Volgens het United States Census Bureau beslaat de plaats een oppervlakte van
2,4 km², geheel bestaande uit land. Sublette ligt op ongeveer 888 m boven zeeniveau.

## Plaatsen in de nabije omgeving
De onderstaande figuur toont nabijgelegen plaatsen in een straal van 36 km rond Sublette.